# AG2R La Mondiale 2008
Questa voce raccoglie le informazioni riguardanti l'AG2R La Mondiale nelle competizioni ufficiali della stagione 2008.

## Stagione
La squadra ciclistica francese partecipò all'UCI ProTour. Ottenne due vittorie nel circuito Pro e otto in quello Continental, chiudendo al tredicesimo posto nella classifica ProTour.

## Organico

### Staff tecnico
TM=Team Manager; DS=Direttore Sportivo.
|  | Naz.                | Ruolo | Sportivo         |  |  |  |
|  | ------------------- | ----- | ---------------- |  |  |  |
|  | Francia (bandiera)  | TM    | Vincent Lavenu   |  |  |  |
|  | Francia (bandiera)  | DS    | Gilles Mas       |  |  |  |
|  | Lituania (bandiera) | DS    | Arturas Kasputis |  |  |  |
|  | Francia (bandiera)  | DS    | Julien Jurdie    |  |  |  |
|  | Francia (bandiera)  | DS    | Laurent Biondi   |  |  |  |

### Rosa
|  | Naz.                   |  | Sportivo            | Anno |  |  |
|  | ---------------------- |  | ------------------- | ---- |  |  |
|  | Spagna (bandiera)      |  | José Luis Arrieta   | 1971 |  |  |
|  | Francia (bandiera)     |  | Sylvain Calzati     | 1979 |  |  |
|  | Irlanda (bandiera)     |  | Philip Deignan      | 1983 |  |  |
|  | Francia (bandiera)     |  | Cyril Dessel        | 1974 |  |  |
|  | Francia (bandiera)     |  | Renaud Dion         | 1978 |  |  |
|  | Francia (bandiera)     |  | Hubert Dupont       | 1980 |  |  |
|  | Francia (bandiera)     |  | Christophe Edaleine | 1979 |  |  |
|  | Russia (bandiera)      |  | Vladimir Efimkin    | 1981 |  |  |
|  | Svizzera (bandiera)    |  | Martin Elmiger      | 1978 |  |  |
|  | Francia (bandiera)     |  | John Gadret         | 1979 |  |  |
|  | Francia (bandiera)     |  | Stéphane Goubert    | 1970 |  |  |
|  | Estonia (bandiera)     |  | Tanel Kangert       | 1987 |  |  |
|  | Ucraina (bandiera)     |  | Yuriy Krivtsov      | 1979 |  |  |
|  | Francia (bandiera)     |  | Julien Loubet       | 1985 |  |  |
|  | Estonia (bandiera)     |  | Rene Mandri         | 1984 |  |  |
|  | Francia (bandiera)     |  | Laurent Mangel      | 1981 |  |  |
|  | Francia (bandiera)     |  | Lloyd Mondory       | 1982 |  |  |
|  | Francia (bandiera)     |  | Jean-Patrick Nazon  | 1977 |  |  |
|  | Italia (bandiera)      |  | Rinaldo Nocentini   | 1977 |  |  |
|  | Francia (bandiera)     |  | Cédric Pineau       | 1985 |  |  |
|  | Moldavia (bandiera)    |  | Alexandre Pliuschin | 1987 |  |  |
|  | Francia (bandiera)     |  | Stéphane Poulhies   | 1985 |  |  |
|  | Francia (bandiera)     |  | Christophe Riblon   | 1981 |  |  |
|  | Francia (bandiera)     |  | Nicolas Rousseau    | 1983 |  |  |
|  | Francia (bandiera)     |  | Jean-Charles Sénac  | 1985 |  |  |
|  | Francia (bandiera)     |  | Blaise Sonnery      | 1985 |  |  |
|  | Francia (bandiera)     |  | Ludovic Turpin      | 1975 |  |  |
|  | Bielorussia (bandiera) |  | Aljaksandr Usaŭ     | 1977 |  |  |
|  | Slovenia (bandiera)    |  | Tadej Valjavec      | 1977 |  |  |
|  | Belgio (bandiera)      |  | Stijn Vandenbergh   | 1984 |  |  |

## Ciclomercato
| Christophe Edaleine | Crédit Agricole         |
| Vladimir Efimkin    | Caisse d'Epargne        |
| Tanel Kangert       | neo pro                 |
| Cédric Pineau       | Roubaix-Lille Métropole |
| Alexandr Pliuschin  | neo pro                 |
| Jean-Charles Sénac  | neo pro                 |
| Tadej Valjavec      | Lampre                  |
| Stijn Vandenbergh   | Unibet.com              |

| Samuel Dumoulin   | Cofidis                     |
| Simon Gerrans     | Crédit Agricole             |
| Christophe Moreau | Agritubel                   |
| Carl Naibo        | Differdange-Apiflo Vacances |
| David Navas       | fine carriera               |

## Palmarès

### Corse a tappe
- Tour du Gévaudan

2ª tappa (Julien Berard)
- Critérium du Dauphiné Libéré

4ª tappa (Cyril Dessel)
- Quatre Jours de Dunkerque

5ª tappa (Cyril Dessel)
- Tour de France

16ª tappa (Cyril Dessel)
- Volta a Catalunya

2ª tappa (Cyril Dessel)
- Giro di Piccardia

2ª tappa (Martin Elmiger)
- Tour de l'Ain

4ª tappa (John Gadret)
- Parigi-Corrèze

2ª tappa (Lloyd Mondory)
- Tirreno-Adriatico

Classifica scalatori (Lloyd Mondory)
- Tour de Langkawi

7ª tappa (Aljaksandr Usaŭ)

### Corse in linea
- Gran Premio di Lugano (Rinaldo Nocentini)
- Gran Premio del Canton Argovia (Lloyd Mondory)

### Campionati nazionali
- Campionati estoni

Cronometro (Tanel Kangert)
- Campionati moldavi

In linea (Alexandre Pliuschin)

## Classifiche UCI

### UCI ProTour
Individuale
Piazzamenti dei corridori dell'AG2R La Mondiale nella classifica individuale dell'UCI ProTour 2008.
| Pos. | Ciclista         | Punti |
| ---- | ---------------- | ----- |
| 48   | Cyril Dessel     | 26    |
| 70   | John Gadret      | 12    |
| 91   | Stéphane Goubert | 5     |
| 126  | Martin Elmiger   | 2     |

Squadra
L'AG2R La Mondiale chiuse in tredicesima posizione con 145 punti.